# Surazomus uarini
Espèce
Surazomus uarini est une espèce de schizomides de la famille des Hubbardiidae.

## Distribution
Cette espèce est endémique de l'État d'Amazonas au Brésil,. Elle se rencontre vers Uarini.

## Description
Le mâle holotype mesure 2,7 mm et la femelle paratype 3,13 mm.

## Étymologie
Son nom d'espèce lui a été donné en référence au lieu de sa découverte, Uarini.

## Publication originale
- Santos & Pinto-da-Rocha, 2009 : A new micro-whip scorpion species from Brazilian Amazonia (Arachnida, Schizomida, Hubbardiidae), with the description of a new synapomorphy for Uropygi. The Journal of Arachnology, vol. 37, p. 39–44 (texte intégral).